# Brostep
Brostep (ook wel bruvstep) is een muziekgenre geëvolueerd uit dubstep. Brostep legt, in tegenstelling tot dubstep, meer de nadruk op tonen in het middenregister in plaats van op de bas, daarnaast wordt brostep als agressiever omschreven.

## Bekende artiesten
- Doctor P
- Flux Pavilion
- Knife Party
- Rusko
- Skrillex
- Datsik
- Excision